# Garantie des vices cachés en droit québécois
En droit québécois, la garantie des vices cachés est prévue aux articles 1726 à 1731 du Code civil du Québec. Elle permet à un acheteur de se prémunir contre un déficit d'usage qui dégrade la qualité d'une chose vendue.  

## Notion de vice caché
La loi (art. 1726 C.c.Q) attribue plusieurs critères pour satisfaire à la garantie de vices cachés :
1. Première condition : le vice doit être grave, au sens d'un déficit d’usage. Il existe trois types de déficits : la défectuosité matérielle, la défectuosité fonctionnelle, la défectuosité conventionnelle.
2. Deuxième condition (1726 al. 2 C.c.Q.) : Le vice doit être caché, c'est-à-dire non apparent. Un vice apparent peut être vu sans recourir à un expert.
3. Troisième condition (1726 al.2 C.c.Q.) : le vice doit être inconnu de l’acheteur.
4. Quatrième condition : le vice doit être antérieur à la vente.
5. Cinquième condition : il faut envoyer un préavis écrit dénonçant le vice (art. 1739 C.c.Q.).

## Jurisprudence

### Arrêt Domtar
Dans la décision ABB Inc. c. Domtar Inc., la Cour suprême du Canada affirme qu'il existe une obligation de résultat en matière de renseignement pour vices cachés. La bonne foi ou sa prudence et diligence du vendeur n’est pas une défense : le vendeur peut être tenu responsable d’un vice qu’il ne connaît pas. 
Le fardeau de preuve repose sur l’acheteur. Il suffit de prouver la défectuosité, pas besoin de prouver la cause. Il existe un critère subjectif :l'acheteur l’aurait-il réellement pas acheté s’il avait su ? Il existe un critère objectif : en se mettant dans les pieds de l'acheteur raisonnable placé dans les mêmes circonstances.
Si le vendeur a la connaissance réelle du vice, il doit le divulguer à l’acheteur lors de la vente, faute de quoi il serait tenu à la garantie peu importe que le vice soit caché ou apparent. On peut réfuter la présomption de connaissance du vice : il faut démontrer que son ignorance est justifiée, c’est-à-dire qu’il n’aurait pu découvrir le vice. 
Lorsqu'il y a une avancée technologique, la vente d’une version améliorée ou plus performante d’un produit ne rend pas déficiente la version antérieure. L’écart de qualité et la différence dans l’utilisation possible du bien entre ces versions ne sauraient être qualifiés de vices cachés. Les tribunaux regardent surtout le déficit d’usage évalué à la lumière des attentes raisonnables de l’acheteur.

### Arrêt Placement Jacpar
Dans l'arrêt Placement Jacpar Inc. c. Benzakour, la Cour d'appel du Québec  a défini la notion de vice caché en l'opposant au vice apparent :  il doit être celui qui ne se révèle pas à l'examen de la chose vendue. 
Un acheteur prudent et diligent a l'obligation de faire un examen. Selon un critère objectif, il faut évaluer le comportement de l’acquéreur par rapport à un acheteur prudent et diligent. D'un point de vue subjectif, si l’acheteur est un expert, cela sera tenu en compte dans l’évaluation du tribunal. Les tribunaux n'exigent plus à l’acheteur d'utiliser un expert. Toutefois, les juges sont quand même plus sévères quand il n’y a pas d’expert. Ce qui est considéré comme apparent s'apprécie en fonction des connaissances de l'acheteur lui-même. Il n'existe pas d’obligation de prendre des mesures inhabituelles en faisant l'inspection, comme ouvrir un mur par exemple. 
Si le vendeur prend l’initiative en fournissant un mauvaise information ou en donnant une réponse fausse à une question, agissant de mauvaise foi, la garantie de vices cachés est valide. À ce moment, malgré le fait que le vice est apparent, le vendeur est tenu au défaut de qualité.
L'obligation de renseignement en droit civil et le dol peuvent être cumulés comme fondement.

## Recours pour vices cachés
Les quatre recours de l'art. 1590 C.c.Q. sont disponibles au demandeur : d'abord il peut demander l'exécution en nature (1601-1602 C.c.Q. pour un tiers), à condition de ne pas forcer la personne physique du vendeur; il peut aussi demander des dommages-intérêts (1728 C.c.Q.) si le vendeur connaissait le vice ; il peut demander une diminution de prix (art. 1605 al.2 C.c.Q.) ; il peut aussi demander résolution (art. 1604 C.c.Q.) si le vice est grave.

## Conditions relatives au préavis pour vice caché
À l'art. 1739 C.c.Q., le législateur établit des conditions pour l'envoi du préavis pour vices cachés. Première condition: il doit être envoyé dans un délai raisonnable de la découverte du vice. Si le vice apparaît graduellement, depuis la date où l’acheteur en soupçonne la gravité. Un an est prima facie déraisonnable, selon la doctrine. 
Deuxième condition: le préavis doit être écrit, mais une jurisprudence accepte le préavis verbal si l’objectif d’information de la loi est atteint. Il ne faut pas causer de préjudice au vendeur par le non-avis. En cas d’absence de préjudice, il n’y a pas de fin de non-recevoir. Le préavis est l’équivalent d’une demeure.  En cas de demeure de plein droit (art. 1597 C.c.Q.), le préavis n'est pas nécessaire. 
En cas de dénonciation tardive, si le vendeur connaît le risque, il ne peut se prévaloir de la tardiveté. L'écrit est quand même nécessaire.

## Perte du bien pour un vice caché
En vertu de l'art. 1727 C.c.Q, la perte du bien pour vice caché échoit au vendeur. Cela constitue une exception à la règle générale Res perit domino de l'art. 950 C.c.Q.
La fin de l'art. 1727 C.c.Q. déclare qu'en cas de force majeure ou de faute de l’acheteur, la garantie de vice caché subsiste, mais elle est diminuée. Elle correspond au prix payé moins la valeur du bien au moment de la perte.

## Cas du vendeur professionnel
Face à un vendeur professionnel, l'existence du vice est présumée au moment de la vente, en vertu de l'art. 1729 C.c.Q. Pour qu'il y ait un recours face à un vendeur professionnel, il doit vendre des biens d’une même espèce et il faut prouver un manque de durabilité.  Pour repousser la présomption, le vendeur professionnel doit démontrer que la défectuosité est due à l’usage qu’en a fait l’acheteur, sa mauvaise utilisation.
En vertu de l'art. 1733 C.c.Q , il n'y a pas d’exclusion de responsabilité quand le vendeur connaît ou ne peut ignorer le vice caché. Toutefois, l'art. 1733 al. 2 C.c.Q. crée une exception, cela affirme qu'il est possible pour le vendeur non professionnel d’exclure sa responsabilité par une clause risques et périls.  
D'après l'arrêt Roussel c. Caisse Desjardins de Ste-Foy,  un vendeur professionnel est un vendeur qui vend habituellement des biens de même nature, pas seulement de façon occasionnelle. En l'espèce, une banque qui vend une maison qu'elle a saisie en justice n'est pas un vendeur professionnel. 
D'après l'arrêt Garage Robert inc. c. 2426-9888 Québec inc., si le vendeur professionnel est en mesure d'établir qu'il ne connaissait pas le vice ni ne pouvait le connaître ou encore s'il a révélé le vice qu'il connaissait, il n'existe aucune raison de lui refuser de façon péremptoire le bénéfice d'une clause d'exclusion de responsabilité.

## Responsabilité alourdie du fabricant en tant que vendeur professionnel spécialisé
D'après l'arrêt Domtar, le fabricant peut difficilement réfuter la présomption de connaissance du vice en raison de ses connaissances spécialisées dans le domaine. A contrario, un vendeur professionnel non spécialisé aura plus de facilité à réfuter la présomption. 
L'art. 1730 C.c.Q. permettent au demandeur de poursuivre directement le fabricant, de même que le grossiste, l'importateur et le distributeur du bien. D'après l'arrêt C.D.L. 7000 Holdings, L.O. c. Scanaxa,  l’intention du législateur dans l'art. 1730 C.c.Q. est de renforcer la protection des intérêts des acheteurs victimes d’un vice en leur accordant un recours direct contre le vendeur primitif. 
L'art. 1442 C.c.Q. permet également de retenir la responsabilité du fabricant lorsqu'il n'y a aucun bris dans la chaîne contractuelle entre le fabricant, les différents vendeurs et l'acheteur. 
Même s'il y a un bris dans la chaîne contractuelle et que l'art. 1442 C.c.Q. ne trouve pas application, l'art. 53 al. 4 de la Loi sur la protection du consommateur permet à un consommateur acquéreur subséquent de retenir la responsabilité du fabricant.